# Bulgariska Kvinnounionen
Bulgariska Kvinnounionen var en riksorganisation för kvinnors rättigheter och kvinnlig rösträtt i Bulgarien, grundad 1901 och upplöst 1944. 
Den bildades 1901 av Vela Blagoeva, Ekaterina Karavelova, Anna Karima, Kina Konova, Julia Malinova och Zheni Pateva.
Det skapades som en reaktion på att kvinnor var utestängda från universiteten och höll nationella kongresser och drev opinion för kvinnors ökade tillgång till utbildning, yrkesval och rösträtt. 
Det fungerade som paraplyorganisation för samtliga kvinnoföreningar som hade bildats i Bulgarien sedan dess självständighet 1878. 
Det utgav från tidskriften Zhenski glas som sitt organ. 
Ordförande
1. 1901-1906: Anna Karima
2. 1908-1910: Julia Malinova
3. 1912-1926: Julia Malinova
4. 1926-1944: Dimitrana Ivanova